# Screamin' Jay Hawkins
Jalacy Hawkins (18 de julho de 1929, Cleveland, Ohio — 12 de fevereiro de 2000, Neuilly-sur-Seine, França), mais conhecido como Screamin' Jay Hawkins, foi um músico e ator afro-americano. Famoso por sua poderosa voz e apresentações teatrais selvagens de músicas como "I Put a Spell on You", Hawkins algumas vezes usou artifícios macabros em seus shows, o que fez dele um dos precursores do shock rock.

## Carreira
Nascido e criado em Cleveland, Ohio, Hawkins estudou piano clássico quando era criança e aprendeu a tocar guitarra depois dos vinte anos. O objetivo inicial de sua carreira era tornar-se um cantor barítono aos passos de Paul Robeson. Quando suas ambições falharam, ele começou sua carreira como um cantor e pianista convencional de blues.
Serviu às forças aéreas do exército americano no Pacífico durante a Segunda Guerra Mundial[carece de fontes?]
, primeiramente como um artista. Apesar de ele mesmo ter afirmado que foi torturado durante algum tempo como prisioneiro de guerra, as histórias sobre as circunstâncias de sua captura variam. De acordo com o documentário I Put a Spell on Me, para ser libertado ele explodiu a cabeça de seu carrasco colocando uma granada em sua boca e puxando o pino. Hawkins era um ávido e formidável boxeador.[carece de fontes?] Em 1949, ele foi campeão peso médio do Alaska.[carece de fontes?]

### "I Put a Spell on You"
Sua gravação de maior sucesso, "I Put a Spell on You" de 1956, foi selecionada pelo Rock and Roll Hall of Fame como uma das 500 músicas que moldaram o rock and roll.
De acordo com o AllMusic Guide to the Blues Hawkins originalmente teria composto a música como uma balada refinada. Toda a banda estava sob o efeito de substâncias alucinógenas durante as sessões de gravação onde Hawkins gritou, grunhiu e murmurou pela música inteira como um bêbado abandonado. O resultado final não ficou parecido com uma balada, ao invés disso é uma música rústica e gutural que se tornou seu melhor sucesso comercial e conforme reportado ultrapassou um milhão de cópias vendidas. Apesar disso falhou em alcançar as paradas da Billboard
A performance durante a gravação foi hipnótica, o próprio Hawkins não recordava da sessão.  Tanto que precisou reaprender a música de acordo com as gravações para poder tocá-la ao vivo. Entretanto a gravadora lançou uma segunda versão da música, removendo os grunhidos que completavam a versão original, isso foi feito em reação às reclamações sobre a música ter apelo sexual. Contudo ele foi banida das rádios em algumas regiões.
Logo após o lançamento de "I Put a Spell on You", o DJ Alan Freed ofereceu 300 dólares a Hawkins para sair de dentro de um caixão no palco.  A proposta foi aceite e brevemente Hawkins criou uma persona de palco que apresentava-se com roupas douradas e de pele de leopardo e notáveis acessórios voodoo, como um crânio cravado em uma vara e cobras de borracha."  Esses acessórios sugestionavam o vudu haitiano, mas também apresentavam traços cômicos que provocavam comparações com um Vincent Price negro.
Em 1968 o Creedence Clearwater Revival gravou para seu primeiro álbum auto-intitulado uma versão cover de "I Put a Spell on You".

## Morte
Hawkins morreu em 12 de fevereiro de 2000 depois de uma cirurgia para tratar um aneurisma. Ele deixou vários filhos de muitas mulheres, uma estimativa na época de sua morte era de 55 filhos, e após investigações esse número em breve se aproximou de 75.

## Discografia

### Álbuns
- 1958 At Home with Screamin' Jay Hawkins (Okeh/Epic) - outras edições foram intituladas Screamin' Jay Hawkins e I Put a Spell on You
- 1965 The Night and Day of Screamin' Jay Hawkins (Planet/52e Rue Est) - também lançado como In the Night and Day of Screamin' Jay Hawkins
- 1969 What That Is! (Philips)
- 1970 Because Is in Your Mind (Armpitrubber) (Philips)
- 1972 Portrait of a Man and His Woman (Hotline) - também lançado como I Put a Spell on You e Blues Shouter
- 1977 I Put a Spell on You (Versatile — gravações de 1966–1976)
- 1979 Screamin' the Blues (Red Lightnin'- gravações de 1953–1970)
- 1983 Real Life (Zeta)
- 1984 Screamin' Jay Hawkins and The Fuzztones Live (Midnight Records) - ao vivo
- 1988 At Home with Jay in The Wee Wee Hours (Midnight Records) - ao vivo
- 1988 Live & Crazy (Blue Phoenix) - ao vivo
- 1990 The Art of Screamin' Jay Hawkins (Spivey)
- 1991 Black Music For White People (Bizarre/Straight Records/Planet Records)
- 1991 I Shake My Stick at You (Aim)
- 1993 Stone Crazy (Bizarre/Straight/Planet)
- 1994 Somethin' Funny Goin' On (Bizarre/Straight/Planet)
- 1993 Rated X (Sting S) - ao vivo
- 1998 At Last (Last Call)
- 1999 Live at the Olympia, Paris (Last Call) - ao vivo com a adição de uma música de estúdio

### Singles
- 1956 "I Put a Spell On You" / "Little Demon" [OKeh 7072]
- 1957 "You Made Me Love You" / "Darling, Please Forgive Me" [OKeh 7084]
- 1957 "Frenzy" / "Person to Person" [OKeh 7087]
- 1958 "Alligator Wine" / "There's Something Wrong With You" [OKeh 7101]
- 1958 "Armpit #6" / "The Past" [Red Top 126]
- 1962 "I Hear Voices" / "Just Don't Care" [Enrica 1010]
- 1962 "Ashes" / "Nitty Gritty" w/ Shoutin' Pat (Newborn) [Chancellor 1117]
- 1966 "Poor Folks" / "Your Kind of Love" [Providence 411]
- 1970 "Do You Really Love Me" / "Constipation Blues" [Philips 40645]
- 1973 "Monkberry Moon Delight" / "Sweet Ginny" [Queen Bee 1313]

### Compilações
- 1962 Screamin' Jay Hawkins and Lillian Briggs (Coronet)
- 1963 A Night at Forbidden City (Sounds of Hawaii)
- 1988 Screamin' Jay Hawkins- I Put A Spell On You (Elvira Presents: Haunted Hits LP)
- 1990 Screamin' Jay Hawkins- I Put A Spell On You (Elvira Presents: Haunted Hits CD Re-Release)
- 1994 Screamin' Jay Hawkins- Little Demon (Elvira Presents: Monster Hits CD)
- 1996 Screamin' Jay Hawkins - Frenzy (Songs in the Key of X - The X Files)

## Filmografia
- American Hot Wax (como ele mesmo, 1978)
- Mystery Train (Jim Jarmusch, 1989)
- A Rage in Harlem (como ele mesmo, 1991)
- Perdita Durango, também conhecido como Dance with the Devil (Álex de la Iglesia, 1997)
- Peut-être (como um cantor de bar, Cedric Klapish 1999)
- Screamin' Jay Hawkins: I Put a Spell On Me (Nicholas Triandafyllidis, 2001)[10]